# Спора (биологија)
У биологији спора је јединица сексуалне или асексуалне репродукције која се у неповољним условима може прилагодити за ширење и преживљавање, често током дужег периода. Споре су део животних циклуса многих биљака, алги, гљивица и протозоа. Микозоан споре ослобађају амебуле у своје домаћине због паразитске инфекције, али такође се размножавају унутар домаћина помоћу упаривања два језгра унутар плазмодијума, који се развија из амебула.
Споре су обично хаплоидне и једноћелијске и настају мејозом у спорангијуму диплоидног спорофита. Под повољним условима, спора се може развити у нови организам користећи митотичку поделу, стварајући вишећелијски гаметофит, који на крају прелази на производњу гамета. Две гамете се спајају у формирање зиготе која се развија у нови спорофит. Овај циклус је познат као измена генерација.
Споре семенских биљака производе се интерно, а мегаспоре (формиране унутар овула) и микроспоре учествују у стварању сложенијих структура које формирају распршне јединице, семе и полен.
У бактериологији Споре бактерија нису део сексуалног циклуса, али су отпорне структуре које се користе за преживљавање бактерија у неповољним условима.

## Дефиниција
Израз споре потиче од древне грчке речи σπορα спора, што значи „семе, сетва“, а односи се на σπορος спорос, „сетва“ и σπειρειν спеиреин, „сејати“.
Уобичајено, разлика између "споре" и "гамете" је у томе што ће споре клијати и развити се у спору, док је гамету потребно да се комбинује са другом гаметом да би формирала зиготу пре него што би се даље развијала.
Главна разлика између спора и семена као јединки за расипање је у томе што су споре једноћелијске, прва ћелија гаметофита, док семе садржи у себи заметак у развоју (вишећелијски спорофит следеће генерације), произведен фузијом мушког и женског гамета који формирају мегагаметофит унутар овуле. Споре клијају да би створиле хаплоидне гаметофите, док семе клија и даје диплоидне спорофите.

## Класификација организама који производе споре

### Биљке
Споре васкуларне биљке су увек хаплоидне. Васкуларне биљке су или хомоспорне (или изоспорне) или хетероспорне. Биљке које су хомоспорне производе споре исте величине и типа.
Хетеророспорне биљке, попут семенских биљака, спикемоса, пахуљица и папрати реда Салвиниалес производе споре две различите величине: већа спора (мегаспоре) која у ствари функционише као "женска" спора и мања (микроспора) која функционише као "мушка". Такве биљке обично дају две врсте спора из засебних спорангија, било мегаспорангијум који производи мегаспоре, или микроспорангијум који производи микроспоре. У цвјетним биљкама ове спорангије настају унутар карпеја и прашника.

### Гљиве
Гљиве најчешће производе споре, као резултат сексуалне или асексуалне репродукције. Споре су обично хаплоидне и расту у зреле хаплоидне јединке путем митотичке поделе ћелија (Урединиоспоре и Телиоспоре међу рђама су дикариотске). Дикариотске ћелије настају спајањем две ћелије хаплоидне гамете. Међу спорогеним дикариотским ћелијама долази до кариогамије (фузије два хаплоидна језгра) да би се добила диплоидна ћелија. Диплоидне ћелије пролазе мејозу да би настале хаплоидне споре.

## Класификација спора
Споре се могу класификовати на више начина:

### По структури која производи споре

#### Гљивице
У гљивицама и организмима сличним гљивицама, споре су често класификоване по структури у којој долази до мејозе и стварања спора. Пошто гљиве се често класификују према њиховим структурама спорама које производе, ове споре су често карактеристичне за одређене таксоне у гљивицама.
- Спорангиоспоре: споре које производи спорангијум у многим гљивицама као што су зигоцете.
- Жигоспора: споре произведене од зигоспорангија, карактеристичне за зигоцете.
- Аскоспоре: споре које производи аскус, карактеристичне за аскомицете.
- Басидиоспоре: споре произведене у базиидијуму, карактеристичне за басидиомицетес.
- Аециоспоре: споре које стварају аецију у неким гљивицама као што су Рђа или смрад.
- Урединиоспоре: споре које производи урединиум у неким гљивицама као што су Рђа или смрад.
- Телиоспоре: споре које производи телијум у неким гљивицама као што су Рђа или смрад.
- Ооспоре: споре произведене оогонијем, карактеристичне за оомицете.

#### Црвене алге
- Карпоспоре: споре које производи карпоспорофит, карактеристичне за црвене алге.
- Тетраспоре: споре које производи тетраспорофит, карактеристичне за црвене алге.

#### По функцији
- Кламидоспоре: споре гљива са дебелим зидом којестварају да преживе неповољне услове.

Паразитске гљивичне споре могу се сврстати у унутрашње споре, које клијају унутар домаћина, и спољне споре, које се називају и споре из околине, које домаћин пушта да инфестирају друге домаћине.

### По пореклу током животног циклуса
- Меиоспора: споре продукцији мејозе; оне су стога хаплоидне и рађају хаплоидну ћерку (ћелије) или хаплоидну јединку. Примери су прекурсор ћелије из гаметофита од семенских биљака се налазе у цвећу (Скривеносеменице) или шишарки (Голосеменисе), као и Зооспоре произведене од мејозе у спорофит алги попут Улва.
- Микроспора: меиоспорес који узрокују мушки гаметофит, (полен у семену биљака).
  - Мегаспора (или макроспора): меиоспоре које дају женски гаметофит (у сјеменским биљкама гаметофит формира унутар овуле ).
  - Митоспора (или конидиа, конидиоспорес): споре које производи митоза; карактеристични су за Аскомицете. Гљивице у којима се налазе само митоспори називају се "митоспорне гљивице" или "анаморфне гљивице", а претходно су класификоване под таксоном Деутеромицота (види Телеоморф, анаморф и холоморф).

### По покретљивости
Покретљивост је способност кретања самостално и спонтано. Споре су подељене према томе да ли се могу кретати или не. Зооспора се може кретати кроз једну или више флагела и може се наћи у неким алгама и гљивицама. Иако се аутоспора не може кретати и нема потенцијала да развије било који жлеб. Балистоспоре се активно одвајају из плодног тела (као што је гљива). Статисмоспоре се не излучује активно из плодног тела, као у лиснатом телу.
Споре се могу разликовати према томе да ли се могу кретати или не.
- Зооспоре: покретне споре које се крећу помоћу једне или више флагела, а могу се наћи у неким алгама и гљивама.
- Апланоспоре: непокретне споре које би ипак могле потенцијално расти.
- Аутоспоре: непокретне споре које не могу развити флагеле.
- Балистоспоре: споре које се присилно испуштају или избацују из плодоносног тијела гљивакао резултат унутрашње силе, попут накупљања притиска. Већина басидиоспора су такође балистоспоре, а још један запажен пример су споре рода Пилоболус.
- Статисмоспоре: споре које се избацују из плодоносног тела гљива као резултат спољне силе, попут капи кише или животиње која пролази. Примјери су голубови.

## Спољна анатомија спора
Под великим увећањем, споре често имају сложене шаре или украсе на својим спољним површинама. Развијена је специјализована терминологија која описује карактеристике таквих образаца. Неке ознаке представљају отвор, места на којима се може пробити чврсти спољни омотач споре када дође до клијања. Споре се могу категорисати на основу положаја и броја ових ознака и отвора. Споре упозорења не показују линије. Код монолете споре постоји једна уска линија (лаесура) на спори. Ово указује на то да је матична спора подељена на четири дела дуж вертикалне осе. У троструким спорама свака спора показује три уске линије које зраче из централног пола. То показује да су четвороструке споре имају заједничко порекло и да су у почетку биле у међусобном контакту формирајући тетраедар.  Шири отвора у облику утора могу се назвати колпусом. Број копија разликује главне групе биљака. Еудикоти имају трокопатне споре (тј. Споре са три колпи).

## Споре тетраде и троструке споре
Споре тетраде затворене овојницом узимају се као најранији докази о биљном животу на копну, датирају из средњег Ордовицијум периода (рани Лланвирн, пре око 470 милиона година), у коме још нису пронађени макрофосили. Поједине споре трилета сличне онима модерних криптогамских биљака први пут су се појавиле у фосилном запису на крају ордовицијског периода.

## Расипање
У гљивама, асексуалне и сексуалне споре или спорангиоспоре многих врста гљива активно се распршују присилним избацивањем из њихових репродуктивних структура. Ово избацивање осигурава излазак спора из репродуктивних структура, као и путовање ваздухом на велике удаљености. Због тога многе гљиве поседују специјализоване механичке и физиолошке механизме, као и споре-површинске структуре, као што су хидрофобини, за избацивање спора. Ови механизми укључују, на пример, присилно пражњење аскоспора омогућених структуром аскуза и нагомилавање осмолита у течностима аскуса, што доводи до експлозивног пражњења аскоспора у ваздух.
Присилно пражњење појединих спора названих балистоспоре укључује формирање мале капљице воде (Булерова кап), која након контакта са спором доводи до његовог ослобађања пројектила с почетним убрзањем већим од 10,000 г. Остале гљивице ослањају се на алтернативне механизме за ослобађање спора, попут спољашњих механичких сила, на којима се примећују лисне кугле. Привлачење инсеката, попут мува, у плодоносне структуре, захваљујући живој боји и грозничавом мирису, за ширење гљивичних спорова је још једна стратегија, коју најизраженије користе смрдљиве гљивице.
У махови обичног маховине (Atrichum undulatum) показало се да вибрација спорофита представља важан механизам за ослобађање спора.
У случају васкуларних биљака које исијавају споре, попут папрати, расподјела ветрова врло лаких спорова пружа велики капацитет за ширење. Такође, споре су мање подложне животињском предању него семе јер не садрже готово никакву резерву хране, међутим, оне су више подложне гљивичним и бактеријским предаторама. Њихова главна предност је што од свих облика потомства, спорама треба најмање енергије и материјала за производњу.
У спикемос Селагинела лепидофила, расипање се делимично постиже необичном врстом дијаспоре, сушилом.

## Споре биљке
За биљке је карактеристично да имају животни циклус са наизменичним генерацијама спорофита и гаметофитa. Одређене ћелије спорофита стварају хаплоидне споре мејозом. Ове споре ће се развити у гаметофите. Пример је гаметофит највиших васкуларних биљака (ангиосперми и гимносперми), које су меиоспоре две врсте:
- Микроспора: мушка спора која ствара полен
- Макроспора: женска спора која ствара овуле, које се налазе унутар цвета и шишарки; такве биљке постижу растурање семена .

### Дијаспора
У случају васкуларних биљака што као је папрати анемоцратиц, дисперзија пружа висок капацитет за дистрибуцију спора. Такође, споре су мање погодне за животиње предаторе него семе, јер не садрже готово никакве резерве хране, али погодније су за предаторство од гљивица и бактерија. Његова главна предност је што од свих облика репродукције споре захтевају мање енергије и материјала за производњу. Споре васкуларних биљака су увек хаплоидне и могу бити изоспоре (хомоспоре) или хетероспоре. Хетероспоре, на пример у селагинелама, изоетама неке водене папрати производе споре две величине: веће споре (мегаспоре) производе женске гаметофите, а мање споре (микроспоре) производе мушке гаметофите. Споре према ознакама развоја могу бити две врсте: монолете или трилете. У монолетама постоји једна уздигнута линија на спору која означава ос дуж које се дели матична ћелија спора. Код троструких спора четири споре имају заједничко порекло, распоређене су према тетраедру и долазе у контакт на три лица одвојена од три шкољке које зраче из централне тачке (у облику Y).

## Споре алги
Споре су веома разнолике и играју централну улогу у већини вишећелијских алги, утичући на њихову екологију. Најстарији фосили су спорангије црвених алги из времена од пре 1200 милиона година. Споре се јављају у зеленим алгама , родофитима , хетероконтофитима и хлоранофитима.

## Споре гљивица
Код гљивица и псеудо-гљивица често се класификују по структурама које производе споре. Ове споре обично имају карактеристике одређеног таксона. Главне врсте споре:
- Аскоспора: Производи се у аскасима, тачније у аскомицетама.
- Басидиоспора: Произвиди се на басидиа на Басидиомицете.
- Кондијум: асекуал Споре производе у конидиофора на непотпуним гљивица (Деутеромицета).
- Ецидиоспора: Производи се, на пример, у Пуцциниа , где постоји наизменична производња са базидиоспорама.
- Спорангиоспора: Попут оних које производе спорангије многих зигоцета.
- Гломероспора: Производи га гломеромицети.
- Телиоспора: Произведено у басидиама неких Басидиомицета.
- Зигоспора: Произведено у зигоспорангиа од зигомицетес.
- Зооспора: Флагелатне споре које производе примитивне гљиве као што су цитрид и опистоспоридиа.

## У псеудо-гљивицама
У ооспорама су део сексуалног циклуса Оомицете.

## Галерија
- Споре маховине (Bartramia ithyphylla). (микроскопски приказ, 400к)
- Распукнута спорангиа папрати. (микроскопски приказ, споре нису видљиве)
- Споре и гусенице раставића. Екуисетум, (микроскопски приказ)
- Фосилне биљне споре (Scylaspora) из силијских лежишта.
- Воћна буђ са спорама и видљивим станичним растом. (2000к)
- Гроздови спора, формирани унутар спорангије плесни гљиве Reticularia olivacea, из борових шума источне Украјине
- Унутрашња површина перидијума буђи за слуз Tubifera dudkae са спорама.